# Wormaldia serratosioi
Wormaldia serratosioi är en nattsländeart som beskrevs av Vaillant 1974. Wormaldia serratosioi ingår i släktet Wormaldia och familjen stengömmenattsländor. Inga underarter finns listade i Catalogue of Life.